# Pauline Harmange
Pauline Harmange, née le 6 décembre 1994, est une écrivaine et féministe française.
Elle fait l'objet d'une couverture médiatique internationale, à la suite de son essai publié à 450 exemplaires, intitulé Moi les hommes, je les déteste (2020), épuisé quelques jours après sa sortie alors qu'un chargé de mission du ministère chargé des Droits des femmes a demandé d'en interdire la vente.

## Biographie
Pauline Harmange est née le 6 décembre 1994, d'un père professeur de français et d'une mère professeure de latin. Elle vit à Lille et est féministe et membre d'une association accompagnant des victimes de viols et d'agressions sexuelles (L’Échappée),,.

## Moi les hommes, je les déteste
L'essai Moi les hommes, je les déteste est publié le 19 août 2020, avec un tirage de 450 exemplaires, par la micro maison d'édition associative Monstrograph créée par Martin Page et Coline Pierré,.

### Contenu
Dans cet ouvrage de 96 pages, Pauline Harmange défend la misandrie, qu'elle considère comme inoffensive et légitime, en réaction à la misogynie qui serait à l’origine de violences systémiques. Cependant, il ne s'agit pas d'un appel à la haine. L'Obs qualifie le livre d'inoffensif « en dépit de son titre provocateur » et Libération évoque « une détestation joyeuse des hommes qui conduit à une sororité émancipatrice » puisque "la joie" d'être ouvertement sexiste retirerait au sexisme sa bassesse. La Vanguardia parle d'un titre accrocheur et d'un texte qui amène à la réflexion, indiquant que l'autrice pêche uniquement par « excès d'utopie » en réclamant des relations équilibrées avec les hommes et de solidarité entre femmes. Selon Harmange, la misandrie peut permettre de faire naître la sororité.

### Polémique
Le 31 août 2020, Mediapart révèle que Ralph Zurmély, un chargé de mission du ministère chargé des Droits des femmes menace les éditeurs du livre de poursuites pénales, en tant qu' « ode à la misandrie »,,. Dans un mail à l'éditeur, il indique : « Or, je me permets de vous rappeler que la provocation à la haine à raison du sexe est un délit pénal ! En conséquence, je vous demande d’immédiatement retirer ce livre de votre catalogue sous peine de poursuites pénales ». Le ministère s'est par la suite distancé de l'initiative des poursuites, affirmant que Zurmély avait mené « une initiative personnelle et totalement indépendante du ministère ». Par ailleurs, l'Observatoire pour la liberté de la création a appelé Ralph Zurmély à revenir sur sa démarche et à s'excuser.
La polémique crée un effet Streisand et l'attention des médias provoque l'épuisement du tirage initial ainsi que des 2 500 exemplaires supplémentaires, vendus dans les deux semaines suivant sa sortie. Les éditions du Seuil rachètent le livre pour le republier en octobre 2020. Par ailleurs, des maisons d'éditions américaines et anglaises effectuent des offres pour le traduire et le publier. En janvier 2021, les droits de traduction sont vendus pour 17 langues.
À la suite de cette exposition médiatique internationale, Pauline Harmange est victime de cyberharcèlement. Elle apporte son témoignage dans le documentaire #salepute réalisé par les journalistes Myriam Leroy et Florence Hainaut.

## Publications

### Publications individuelles
- Moi les hommes, je les déteste, Monstrograph, 2020, 96 p. (ISBN 978-2-9565361-6-1)
- Moi les hommes, je les déteste, Éditions du Seuil, 30 septembre 2020 (ISBN 978-2-02-147683-5 et 2-02-147683-9, OCLC 1201307213)
- Limoges pour mourir, 2020 (présentation en ligne)
- Aux endroits brisés, Fayard, 2021 (ISBN 978-2-213-72095-1, présentation en ligne)
- Avortée, une histoire intime de l'IVG, Éditions Daronnes, 2022, 96 p. (ISBN 978-2-492312-03-8, présentation en ligne)
- Le renard, JC Lattès, 2023, 162 p.  (ISBN 978-2-7096-7073-9), (présentation en ligne)

### Ouvrages collectifs
- Eve Crambreleng, Alizée Vincent, Klaire fait Grr, Élise Thiébaut, Lauren Malka, Marie Kirschen, Pauline Harmange, Ovidie, Kiyémis, Amandine Dhée, Fiona Schimdt, Camille et Justine, Mathilde Larrère, Valérie Rey-Robert, Paul B. Preciado, Marie Sauvion, Rebecca Amsellem et Élodie Shanta, Couverture par Mirion Malle, Survivre au sexisme ordinaire, Librio, 2021, 96 p.  (ISBN 978-2-290-22990-3), présentation en ligne)
- Lucile Bellan, Douce Dibondo, Daria Marx, Fatima Ouassak, Sous la direction de Pauline Harmange, Avec les poèmes de Kiyémis, Fruits de la colère : embras(s)er nos débordements, Hachette Pratique, 12 octobre 2022, 159 p. (ISBN 978-2-01-946310-6, présentation en ligne)
- Aïda N’Diaye, Alexia Boucherie, Catherine Corsini, Cédric Herrou, Christophe Deval, Claire Richard, Diane Saint-Réquier, Étienne Klein, Grace Ly, Illana Weizman, Jane Sautière, Jeanne Burgart Goutal, Julie Pagis, Juliette Rousseau, Kévi Donat, Louise Delavier, Louise Tourret, Mathilde Larrère, Maxime Donzel, Mickaël Labbé, Miguel Shema, Océan, Olympe de G., Pauline Harmange, Rokhaya Diallo, Sam Bourcier, Shirley Souagnon, Sophie Côté, Tal Madesta, Warda Khemilat, Préface de Alice Coffin, Bienvenue au Wokistan, Binge Audio Éditions, 2022, 192 p.  (ISBN 978-2-4912-6009-5), présentation en ligne)